# Lionel Brett
Lionel Gordon Baliol Brett (18 juillet 1913 - 9 juillet 2004) est un pair, architecte et urbaniste britannique . Il hérite de son titre à la mort de son père en 1963 .

## Jeunesse
Brett est né à Windsor, Berkshire, fils d'Oliver Sylvain Baliol Brett (3e vicomte Esher) (en) et d'Antoinette Heckscher (1888-1965). Ses grands-parents paternels sont Eleanor Van de Weyer Brett et Reginald Brett, 2e vicomte Esher, député et gouverneur du château de Windsor et ami proche et conseiller d'Édouard VII et de George V. Ses grands-parents maternels sont Anna  Atkins Heckscher et August Heckscher (1848–1941), un capitaliste et philanthrope américain d'origine allemande. Son grand-père épouse Virginia Henry Curtiss après la mort de sa grand-mère en 1924.
Il fait ses études au Collège d'Eton et au New College d'Oxford, où il étudie l'histoire .

## Carrière
Il se rend à l'Architectural Association mais part pour apprendre du traditionaliste ASG Butler puis, en tant qu'associé non qualifié de William et Aileen Tatton-Brown, il réussit les examens externes du RIBA à l'été 1939, remportant le prix Ashpitel .
Il passe la Seconde Guerre mondiale principalement en Grande-Bretagne, entraînant avec des artilleurs dans l'Artillerie royale, jusqu'à ce qu'il traverse la France et la Belgique pour assister à la reddition de Lübeck et de Hambourg. En 1945, il se présente comme candidat libéral pour Henley, arrivant troisième .
Il forme un partenariat avec Kenneth Boyd pour concevoir de nouvelles maisons en tant qu'architecte-planificateur de Hatfield New Town et rédige le rapport initial de la Hatfield Development Corporation . En novembre 1957, une cinquantaine de maisons mitoyennes à deux étages de Hatfield perdent leurs toits à un seul versant dans une tempête et la publicité défavorable et la responsabilité financière mettent fin à son entreprise. À partir de cette période, bien qu'il ne veuille pas être connu comme architecte de maisons de campagne, il réalise des petites maisons de l'Oxfordshire pour Hans Juda et du Warwickshire pour Lord Dormer. Une conception de la résidence du haut-commissaire à Lagos en 1958 est compromise par le goût de l'épouse d'un nouveau commissaire. Une deuxième association prend fin en 1971 .
Le véritable intérêt d'Esher est la planification et il réalise une étude sur York pour le gouvernement, après quoi il publie York: une étude sur la conservation (1968). Après une période en tant que recteur du Royal College of Art (1971-1978), il se tourne à nouveau vers l'écriture. Une vague brisée: la reconstruction de l'Angleterre 1940-1980 (1981) est une tentative de chroniquer et d'analyser les réalisations de l'architecture et de la planification d'après-guerre, à la suite de Paramètres et images: l'architecture dans un monde surpeuplé (1970) ,. Il est président du Royal Institute of British Architects de 1966 à 1967 et est nommé Commandeur de l'Ordre de l'Empire britannique (CBE) en 1970 ,.

## Vie privée
En 1935, il épouse Helena Christian Pike, peintre. Elle est la fille du colonel Ebenezer John Lecky Pike et d'Olive Snell. Sa sœur, Katherine Mary Penelope Pike, est mariée à Lawrence Dundas (3e marquis de Zetland). Ils ont : 
- Christopher Lionel Baliol Brett, 5e vicomte Esher (né en 1936)
- Michael Jeremy Baliol Brett (né en 1939)
- Guy Anthony Baliol Brett (1942-2021)
- Maurice Sebastion Baliol Brett (né en 1944)
- Olivia Clare Teresa Brett (née en 1947)
- Stephen Patrick Baliol Brett (né en 1952)

La famille Esher vit à Watlington Park, une maison de campagne dans les Chilterns, d'où Lionel Brett dirige également son cabinet d'architecture . Plus tard, il donne la maison à son fils aîné et construit une maison de sa propre conception, nommée The Tower, sur le terrain du domaine .
Le vicomte Esher est décédé à l'âge de 90 ans en 2004 .